# FCバルセロナ・バスケット
FCバルセロナ（スペイン語: FC Barcelona Bàsquet, 英語: FC Barcelona Basketball）は、スペインのバスケットボールチームである。2015年よりスポンサー名を冠して、FCバルセロナ・ラッサ(FC Barcelona Lassa)として知られる。

## 概要
FCバルセロナを構成するチームの一つであり、1926年8月24日に創立された。スペイン1部リーグであるリーガACBでは14度優勝し、2003年には国内リーグと同時にヨーロッパ最高峰のユーロリーグでも優勝している。
2004年から2007年までは、スイスの保険会社で1910年以来バルセロナに事務所を置いているウィンタートゥール社(en:Winterthur Group)が同チームのスポンサーであり、またFCバルセロナ設立者ジョアン・ガンペールの出生地がスイスのウィンタートゥールであることから、ユニフォームにWinterthurの文字が入っていた。しかし2006年夏にウィンタートゥールがフランスの同業者AXAに買収され、2007年にはブランド名もAXAに吸収されたため、クラブの正式名もAXA FCバルセロナに変更された。
ホームは1971年10月23日に完成した室内アリーナ、パラウ・ブラウグラナである。FCバルセロナのフットサル、ローラーホッケー、ハンドボールの各チームと共同で施設を利用している。

## スポンサーネーム
| - FCバルセロナ・バンカ・カタラナ 1993-1997 - ウィンタートゥールFCバルセロナ 2004-2007 - AXA FCバルセロナ 2007-2008 - レガルFCバルセロナ 2008-2011 - FCバルセロナ・レガル 2011-2013 - FCバルセロナ・ラッサ 2015-2019 |

## 歴史

### 初期
FCバルセロナは1927年に初めてカタルーニャ地方バスケットボール選手権(Campionat de Catalunya de Basquetbol)に参加した。チーム設立当初のカタルーニャでは、CEエウロパ、ライエタBC(Laietà BC)、CBアトレティック・グラシア(CB Atlètic Gràcia)、 ソシエテ・パトリ(Société Patrie)などが強豪チームで、FCバルセロナがバスケットボール・チームとして認められるのは1940年代に入ってからである。
1940年代に同チームはコパ・デル・ヘネラリシモ（Copa del Generalísimo、コパ・デル・レイのフランコ政権時代の呼称）を6度勝ち取り、準優勝も1度経験している。1956年にはスペインのプロ・バスケット・リーグの創立参加チームとなり、準優勝でシーズンを終えている。1959年にはスペインリーグとカップの両方で優勝した初めてのチームとなった。

### 1960年代の衰退
しかし1960年代から1970年代にかけて、チームは衰退の途をたどる。人気があったにもかかわらず、1961年にクラブ代表のエンリク・リャウデット(Enric Llaudet)がチームを解散させた。しかし1962年にファンの運動によって再結成された。1964年には1部リーグが14チームから8チームに減らされ、FCバルセロナは2部に落ちた。しかし翌1965年に同チームは2部で優勝する。1970年代にはレアル・マドリードやホベントゥートなどの強力ライバルチームの影に常に隠れていた。

### 1980年代のリバイバル
1980年代のクラブ代表であったホセ・ルイス・ヌニェスは、FCバルセロナをスペインそしてヨーロッパで最高のチームにするために全力的に支援した。彼の支援、コーチのアイト・ガルシア・レネセス(en:Aíto García Reneses)、そしてエピ(en:Juan Antonio San Epifanio)、アンドレス・ヒメネス、チチョ・シビリオ(es:Chicho Sibilio)、オーディー・ノリス(en:Audie Norris)、イグナシオ・ソロサバル(es:Ignacio Solozábal)といったプレーヤーの活躍で、FCバルセロナはカタルーニャ地方リーグ6回、スペイン・リーグ6回、コパ・デル・レイ5回、ヨーロッパカップウィナーズ杯（European Cup Winners' Cup。現在のサポルタ・カップen:Saporta Cup）2回、コラック・カップ(en:Korać Cup 国際バスケットボール連盟主催。2002年に廃止)1回、インターコンチネンタル杯(en: Intercontinental Cup (basketball))に1回という輝かしい優勝歴を残している。ヨーロッパ最高峰のユーロリーグでの優勝は叶わなかったが、1984年に準優勝している。

### ヨーロッパ・チャンピオン
1980年代を基盤に1990年代にもスペインリーグで4回、コパ・デル・レイでも2回優勝している。しかしユーロリーグだけは6回もの準決勝進出回数の最高記録を持っているが、1990年、1991年、1996年、1997年とも準優勝や準決勝戦どまりであった。この時期のスタープレーヤーは1970年代後半から活躍中のエピ(フアン・アントニオ・サン・エピファニオ)である。
2003年、フアン・カルロス・ナバーロ、デヤン・ボディロガ (en:Dejan Bodiroga)、シャルーナス・ジャシケビシウス(en:Šarūnas Jasikevičius)の活躍により、満場のバルセロナ・パラウ・サン・ジョルディ競技場でイタリア・パッラカネストロ・トレヴィーゾを76対65で破り、ついに初のユーロリーグ優勝を収めた。

## タイトル

### スペイン国内
- リーガACB スペイン・プロバスケットボール・1部リーグ 優勝20回
  - 1958–59, 1980–81, 1982–83, 1986–87, 1987–88, 1988–89, 1989–90, 1994–95, 1995–96, 1996–97, 1998–99, 2000–01, 2002–03, 2003–04, 2008–09, 2010–11, 2011–12, 2013–14, 2020-21, 2022-23
- コパ・デル・レイ・デ・バロンセスト 優勝27回
  - 1943, 1945, 1946, 1947, 1949, 1950, 1959, 1978, 1979, 1980, 1981, 1982, 1983, 1987, 1988, 1991, 1994, 2001, 2003, 2007, 2010, 2011, 2013, 2018, 2019, 2021, 2022
- スペイン・スーパーカップ (en: Supercopa de España de Baloncesto) 優勝6回
  - 1988, 2004, 2009, 2010, 2011, 2015
- カタルーニャ選手権 優勝9回
  - 1942, 1943, 1945, 1946, 1947, 1948, 1950, 1951, 1955
- カタルーニャ・バスケット・リーグ(en: Catalan basketball league) 優勝21回
  - 1980, 1981, 1982, 1983, 1984, 1985, 1989, 1993, 1995, 2000, 2001, 2004, 2009, 2010, 2011, 2012, 2013, 2014, 2015, 2016, 2017

### 国際タイトル
- ユーロリーグ 優勝2回
  - 2002-03年, 2009–10年
- ヨーロッパ・カップウィナーズ杯（European Cup Winners' Cup。現在のサポルタ・カップen:Saporta Cup） 優勝2回
  - 1984-85年, 1985-86年
- コラック・カップ(en:Korać Cup 国際バスケットボール連盟主催。2002年に廃止) 優勝2回
  - 1986-87年, 1998-99年
- ヨーロッパ・スーパーカップ(Supercopa de Europa) 優勝3回
  - 1983年, 1986年, 1986年
- インターコンチネンタル杯(en: Intercontinental Cup (basketball)) 優勝1回
  - 1984-85年

## 永久欠番
- 4 -  アンドレス・ヒメネス（英語版）
- 7 -  ナチョ・ソロサバル（英語版）
- 11 -  フアン・カルロス・ナバーロ
- 12 -  ロベルト・ドゥエニャス（英語版）
- 15 -  フアン・アントニオ・サン・エピファーニョ（英語版）

## 歴代所属選手
| - パウ・ガソル - マルク・ガソル - フアン・カルロス・ナバーロ - マルク・フェルナンデス - ロドリゴ・デ・ラ・フエンテ - アレックス・エルナンデス - シャビエル・ラバセダ - アルベルト・モンカシ - アレックス・アブリネス - リッキー・ルビオ - ニコラ・ミロティッチ - ホセ・オルティス - アンダーソン・ヴァレジャオ - マルセロ・ウェルタス | - ミハリス・カキオツィス - コスタス・パパニコラウ - エルサン・イルヤソバ - ロコ・ウキッチ - マリオ・カスン - デヤン・ボディロガ - シャルーナス・ヤシケヴィチュス - ファン・イグナチオ・サンチェス - デニス・マルコナート - ゲイリー・ニール - アレックス・エーカー - ジョー・イングルス - アダム・ハンガ - サーシャ・ヴェゼンコフ |